# Dorylomorpha incognita
Dorylomorpha incognita är en tvåvingeart som först beskrevs av George Henry Verrall 1901.  Dorylomorpha incognita ingår i släktet Dorylomorpha och familjen ögonflugor. Inga underarter finns listade i Catalogue of Life.